# Madhya Pradesh
Madhya Pradesh (/ˈmʌdjə prəˈdɛʃ/ⓘ en hindi: मध्य प्रदेश) es un Estado de la República de la India. Su capital es Bhopal. Se ubica en el centro del país, limitando al norte con Rayastán y Uttar Pradesh, al este con Chhattisgarh, al sur con Maharashtra y al oeste con Guyarat. Es el quinto estado más poblado —por detrás de Uttar Pradesh, Maharastra, Bihar y Bengala Occidental— y con 308 245 km², el segundo más extenso, por detrás de Rajastán. 
Madhya Pradesh significa "provincia central" y, como su nombre indica, el estado está localizado en el corazón geográfico del país.

## Historia
Gran parte del estado quedó bajo control del Imperio mogol durante el reinado del emperador Akbar (1542-1605). Tras la muerte de Aurangzeb en 1707, el control mogol empezó a debilitarse y los Marathas empezaron su expansión. Entre 1720 y 1760 controlaban la mayor parte del estado. La expansión de los Maratha se detuvo en 1761.
Los británicos habían iniciado su expansión desde sus bases en Bengala, Bombay y Madrás; diversas guerras entre británicos y marathas se produjeron entre 1775 y 1818, año en el que se dio por terminada la tercera guerra anglo-maratha con la rendición de los marathas. El final de las contiendas significó la supremacía británica en la India. La mayor parte de Madhya Pradesh se convirtió en un estado principesco bajo soberanía británica pero con una cierta autonomía. 
En 1947, India consiguió la independencia. En 1956 se creó el nuevo estado de Madhya Pradesh a partir de la fusión de los antiguos estados de Madhya Bharat, Vindhya Pradesh y Bhopal. En noviembre del año 2000, algunas zonas del sudeste del estado se convirtieron en el nuevo estado de Chhattisgarh.

## Economía
El gobierno estatal liderado por el BJP en mayo de 2020, en medio de la Pandemia de Covid-19, aumenta la jornada laboral diaria de ocho a doce horas sin aumento de sueldo. Gracias a una flexibilización de la Ley de Trabajo por Contrato, las empresas locales podrán contratar y despedir empleados "a su conveniencia" durante tres años. Por último, las empresas ya no están obligadas a cumplir las normas de seguridad industrial y los nuevos talleres estarán exentos de las normas de acceso a los aseos o de pago de vacaciones. Además, ya no tendrán que informar al Ministerio de Trabajo en caso de accidente.

## Tensiones religiosas
El Parlamento del Estado aprobó en diciembre de 2020 una legislación que restringe el matrimonio interreligioso entre un hombre musulmán y una mujer hindú, que ahora puede ser castigado con cinco años de prisión, en nombre de la lucha contra la "yihad del amor" (teoría de la conspiración originada por el movimiento nacionalista hindú que atribuye a los musulmanes la intención de seducir a las mujeres hindúes para convertirlas al Islam). La ley estipula que la pareja que desee convertirse debe informar a las autoridades por escrito con dos meses de antelación.

## División

### Regiones
Malwa, Bundelkhand, Baghelkhand, Nimar, Mahakoshal y Gird (que incluye la división de Chambal).

### Distritos
Madhya Pradesh es un estado compuesto por 48 distritos, agrupados en ocho divisiones: Bhopal, Chambal, Gwalior, Indore, Jabalpur, Rewa, Sagar y Ujjain.
Anuppur, Ashoknagar, Balaghat, Barwani, Betul, Bhind, Bhopal, Burhanpur, Chhatarpur, Chhindwara, Damoh, Datia, Dewas, Dhar, Dindori, Guna, Gwalior, Harda, Hoshangabad, Indore, Jabalpur, Jhabua, Katni, Khandwa, Khargone, Mandla, Mandsaur, Morena, Narsinghpur, Neemuch, Panna, Raisen, Rajgarh, Ratlam, Rewa, Sagar, Satna, Sehore, Seoni, Shahdol, Shajapur, Sheopur, Shivpuri, Sidhi, Tikamgarh, Ujjain, Umaria, Vidisha.

### Zonas climáticas
Madhya Pradesh está dividido en las siguientes zonas climáticas agrícolas:
- Meseta de Kaimur y montañas Satpura
- Cordillera de Vindhya
- Valle del Narmada
- Valle del Wainganga
- Región de Gird (Gwalior)
- Región de Bundelkhand
- Altos de Satpura
- Meseta de Malwa
- Meseta de Nimar
- Montañas Jhabua

## Lugares destacados
Algunas ciudades en Madhya Pradesh destacan por su arquitectura o por la belleza de su entorno. Tres localizaciones en el estado han sido declaradas Patrimonio de la Humanidad por la Unesco: los templos de Khajuraho, los monumentos budistas de Sanchi y los abrigos rupestres de Bhimbetka. Otras ciudades que destacan por su belleza o por sus paisajes son Bhopal, Gwalior, Mandu, Orchha y Shivpuri.